# 沾益站
沾益站是位于云南省曲靖市沾益区西平街道的一个铁路车站，邮政编码655031。本站的旧站房建于1964年，2010年因沪昆线六沾段复线建设而西迁至现址，原址更名为西平站，现有沪昆铁路经过该站，盘西铁路在该站分歧。现仅办理客运。车站距离距昆明站167公里，贵阳站472公里，距红果站94公里，隶属昆明铁路局，是三等站。沪昆高速铁路沾益特大桥在本站北侧上跨既有沪昆线。